# Violette vuurvlinder
De violette vuurvlinder (Lycaena alciphron, synoniem: Heodes alciphron) is een vlinder uit de familie Lycaenidae (kleine pages, vuurvlinders en blauwtjes).

## Kenmerken
De rups is zoals bij alle vuurvlinders groen. Hij heeft een bruine kop en twee rug- en zijstrepen. De pop is dik, grijs bruinig gevlekt. De bergvariant van de vlinder (Lycaena alciphron goridus) heeft een beduidend minder sterke violette glans. Daarnaast is er in de Hoge Atlas te Marokko een ondersoort waarbij de glans zelfs helemaal ontbreekt. Het wijfje is bij alle ondersoorten donkerbruin met zwarte vlekjes.

## Verspreiding en leefgebied
De violette vuurvlinder komt voor van Oost-Europa tot Iran en rond de Middellandse Zee. De vliegtijd is van juni tot en met augustus. Hij komt voor in matig voedselrijk en vochtig grasland en vliegt van 50 tot 2500 meter in berggebied.

## Waardplanten
Waardplant is zuring.

## Ondersoorten

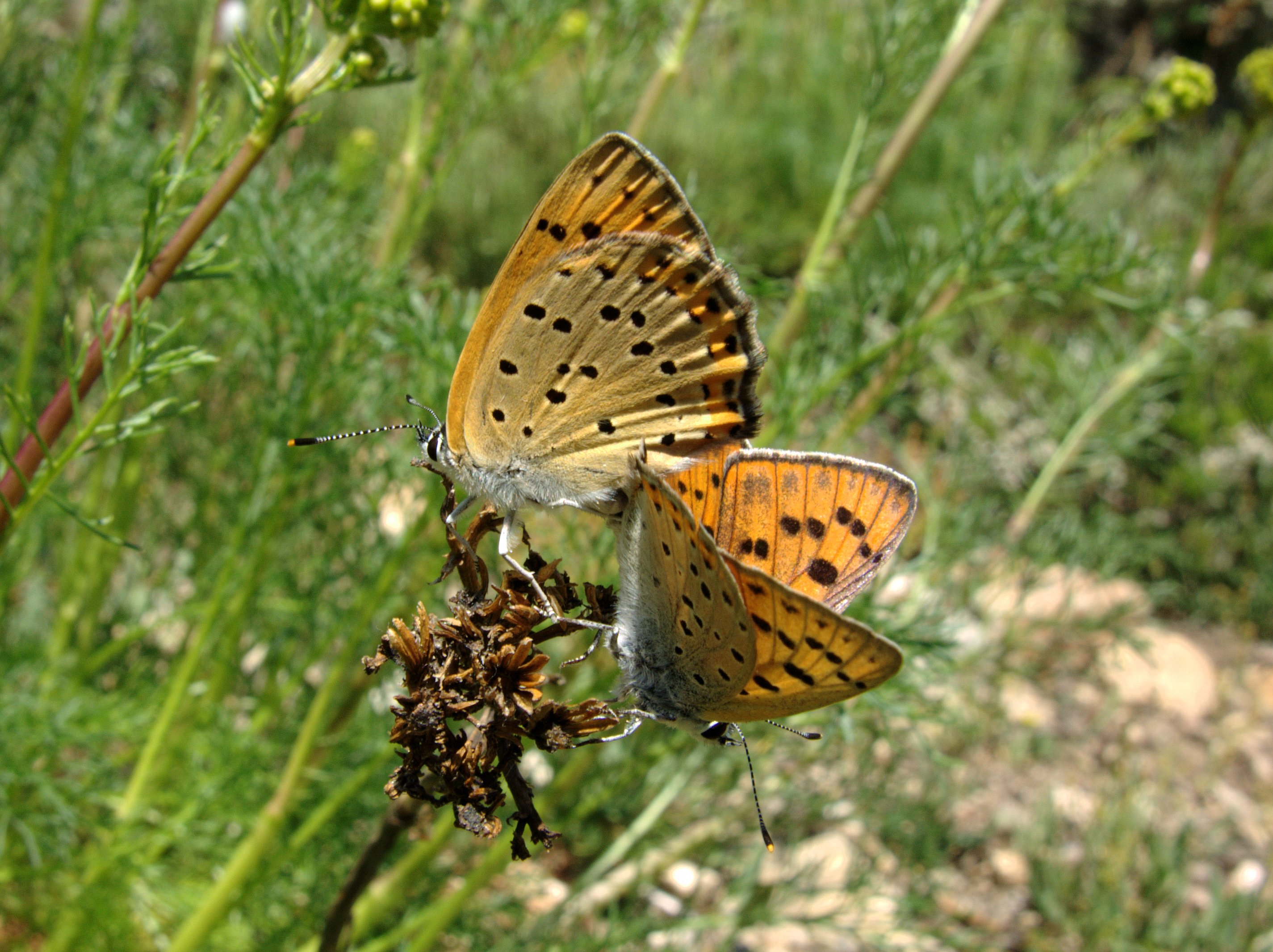
Paring

- Lycaena alciphron alciphron
- Lycaena alciphron acutipennis Chou & Zhang, 1994
- Lycaena alciphron chairemon (Fruhstorfer, 1917)
- Lycaena alciphron gaudeola (Fruhstorfer, 1909)[1]
- Lycaena alciphron gordius (Sulzer, 1776)
- Lycaena alciphron granadensis (Ribbe, 1905)
- Lycaena alciphron heracleana (Blachier, 1908)
- Lycaena alciphron melibaeus (Staudinger, 1878)[2]
- Lycaena alciphron naryna (Oberthür, 1910)
- Lycaena alciphron romanorum (Fruhstorfer, 1909)
- Lycaena alciphron rubida Korshunov, 1977

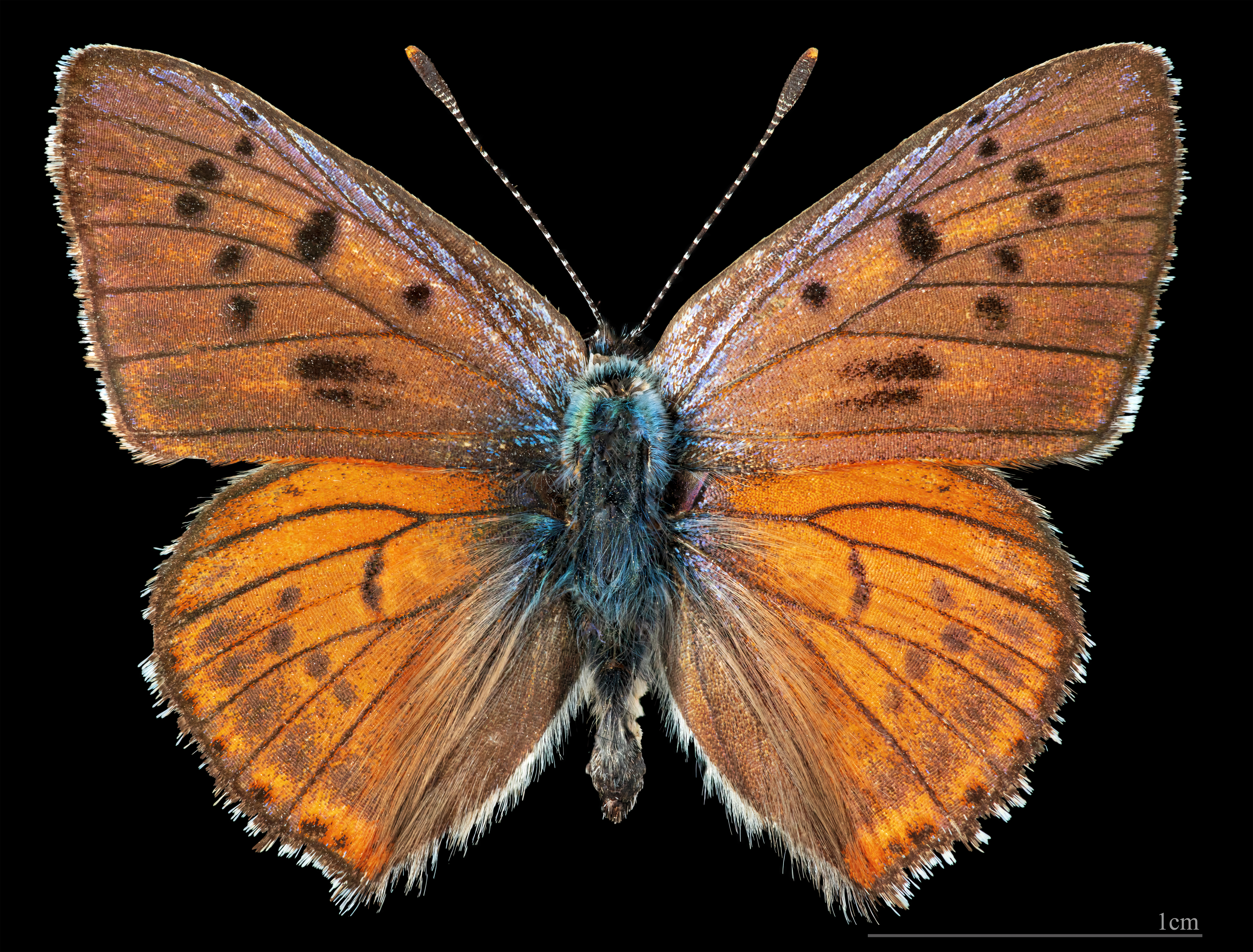
Lycaena alciphron ♂
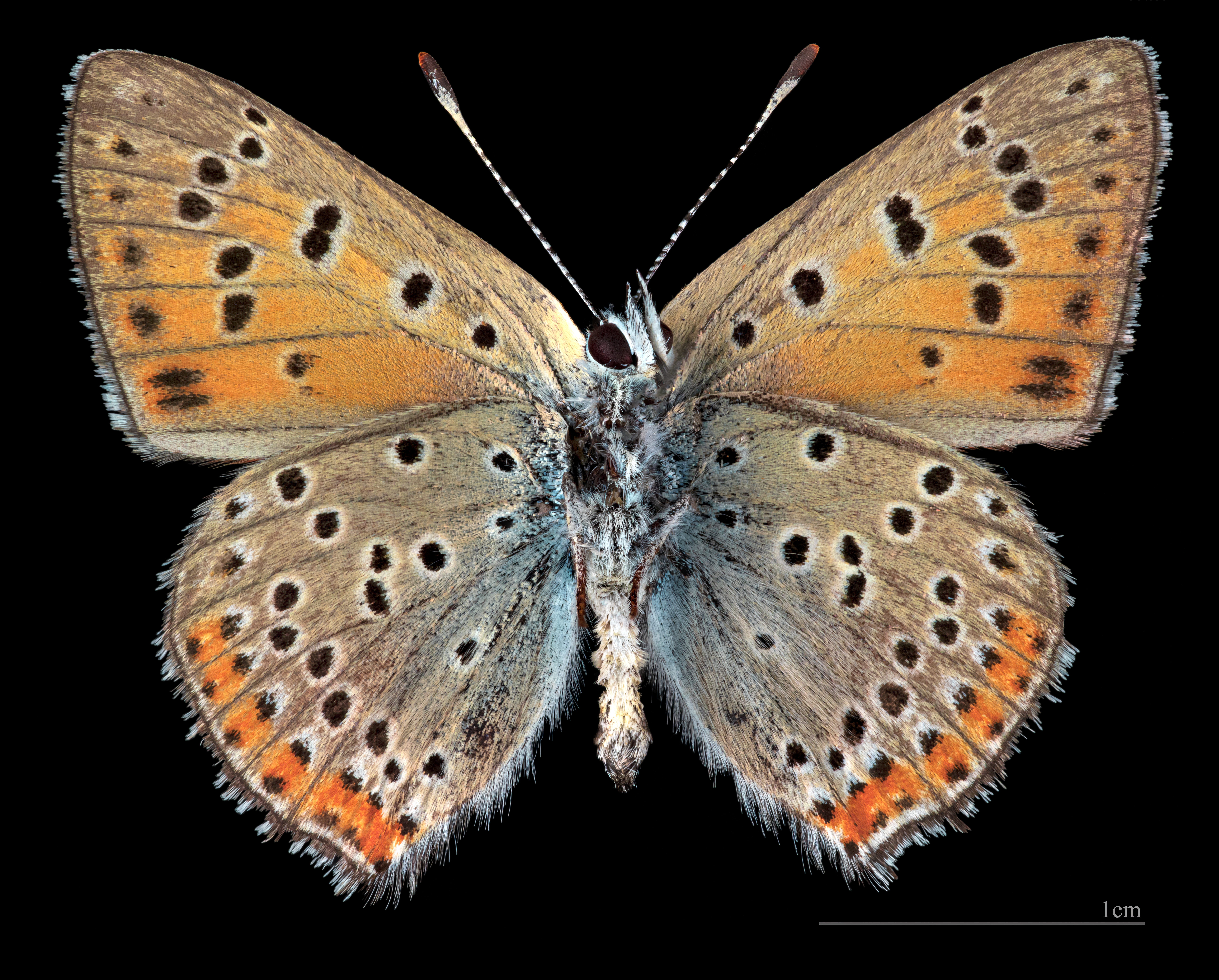
Lycaena alciphron ♂ △

- Paring